# Liste der Bodendenkmäler in Tettau (Oberfranken)
Auf dieser Seite sind die Bodendenkmäler in dem oberfränkischen Markt Tettau zusammengestellt. Diese Tabelle ist eine Teilliste der Liste der Bodendenkmäler in Bayern. Grundlage ist die Bayerische Denkmalliste, die auf Basis des Bayerischen Denkmalschutzgesetzes vom 1. Oktober 1973 erstmals erstellt wurde und seither durch das Bayerische Landesamt für Denkmalpflege geführt wird. Die folgenden Angaben ersetzen nicht die rechtsverbindliche Auskunft der Denkmalschutzbehörde.

## Bodendenkmäler in Tettau

### Bodendenkmäler in der Gemarkung Langenau
| Lage                | Objekt | Akten-Nr.     | Bild |
| ------------------- | --- | ------------- | ---- |
| Langenau (Standort) | Vorgängerbau sowie Befunde des Mittelalters und der frühen Neuzeit im Bereich der Evangelisch-Lutherischen Pfarrkirche St. Christophorus von Langenau. | D-4-5533-0013 |      |

### Bodendenkmäler in der Gemarkung Tettau
| Lage              | Objekt | Akten-Nr.     | Bild |
| ----------------- | --- | ------------- | ---- |
| Tettau (Standort) | Vorgängerbau sowie Befunde der frühen Neuzeit im Bereich der Evangelisch-Lutherischen Pfarrkirche ad portam coeli von Tettau. | D-4-5533-0010 |      |